# Cagliari
Cagliari (Casteddu în sardă) este capitala insulei Sardinia, o regiune autonomă a Italiei. 
Cagliari este denumit Casteddu (literal, castelul) în limba sardă. Are aproximativ 165.000 de locuitori, dar împreună cu zona metropolitană strânge 300.000 de locuitori (Elmas, Pirri, Quartucciu, Quartu Sant'Elena). 

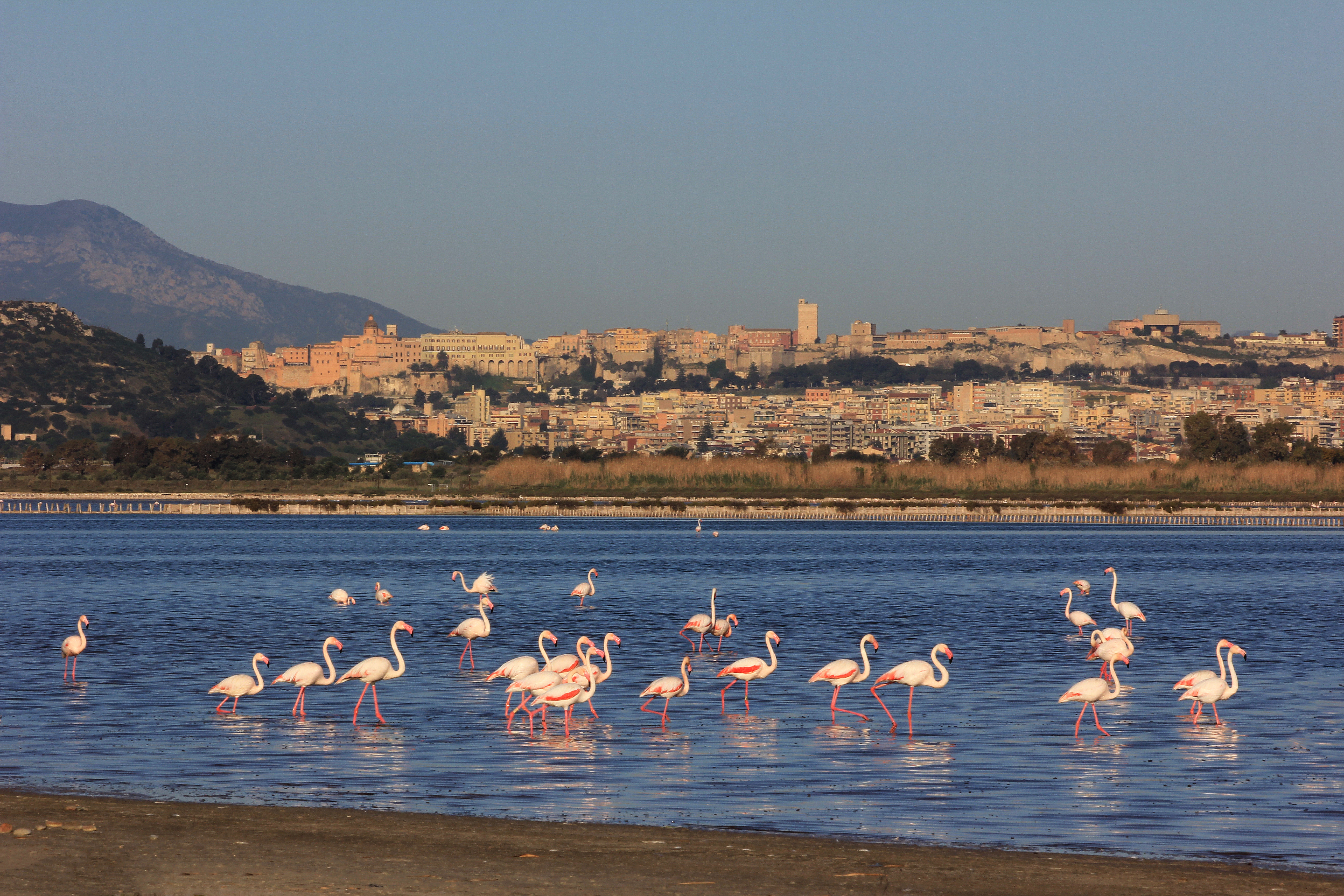
Flamingo și Cagliari

În timpurile străvechi, a fost un important centru de comerț fenician
(cu numele de Karalis). A trecut sub suzeranitate romană împreună cu restul insulei în 238 î.Hr.. Pe rând, a fost condus de vandali, Imperiul Bizantin, Genova, Pisa, Aragon (în timpul dominației catalane, orașul se numea Càller), Spania și pentru scurt timp Austria, până ce a intrat în Ducatul Piemont în 1720. Din anii 1870, orașul a trecut printr-un secol de creștere economică rapidă.
În Cagliari activează din 1920 echipa de fotbal Cagliari Calcio, câștigătoare a campionatului italian în 1970, sub conducerea celui mai bun atacant italian din toate timpurile, Gigi Riva. Fondat în 1920, clubul a jucat pe Stadio Sant'Elia din oraș din 1970 până când a fost închis în vara lui 2017, ceea ce a determinat clubul să se mute temporar pe Arena provizorie Sardegna. Sant'Elia a fost locul de desfășurare a trei meciuri ale Cupei Mondiale FIFA din 1990.

## Gastronomie
Cagliari are câteva tradiții gastronomice unice: spre deosebire de restul insulei, bucătăria sa se bazează în mare parte pe varietatea mare de fructe de mare disponibile la nivel local. Deși este posibil să urmărim influențe din bucătăria catalană, siciliană și genoveză, mâncarea cagliaritană are un caracter distinctiv și unic. Vinurile excelente fac, de asemenea, parte din masa cagliaritanenilor, precum Cannonau, Nuragus, Nasco, Monica, Moscau, Girò și Malvasia, produse în podgoriile din apropiere din câmpia Campidano.

## Demografie
Cagliari - evoluția demografică

|  | Graficele sunt indisponibile din cauza unor probleme tehnice. Mai multe informații se găsesc la Phabricator și la wiki-ul MediaWiki. |

Date: Recensăminte sau birourile de statistică - grafică realizată de Wikipedia